# Holne
Holne är en by och en civil parish i South Hams i Devon i England. Orten har 293 invånare (2011). Byn nämndes i Domedagsboken (Domesday Book) år 1086, och kallades då Holle/Holla.